# Society and Solitude
Society and Solitude è una raccolta di saggi pubblicati da Ralph Waldo Emerson nel 1870, all'età di 67 anni.
Questo volume è considerato l'ultimo grande libro di Emerson. In effetti è, fra gli ultimi volumi dell'autore, quello su cui si può stare più sicuri della mancanza di manipolazioni da parte degli editor di Emerson. Contiene i saggi "Società e solitudine", "Civilizzazione", "Arte", "Eloquenza", "Vita domestica", "Agricoltura", "Le opere e i giorni", "Libri", "Clubs", "Coraggio", "Successo", "Anzianità".
Quest'opera faceva parte della biblioteca di Friedrich Nietzsche, che ammirava Emerson. Society and Solitude, che difficilmente si potrebbe far rientrare nella categoria del Trascendentalismo, è piuttosto un importante esempio della filosofia protopragmatista di Emerson.